# HMS Neptune (1909)
O HMS Neptune foi um couraçado operado pela Marinha Real Britânica. Sua construção começou em janeiro de 1909 no Estaleiro Real de Portsmouth e foi lançado ao mar em setembro do mesmo ano, sendo comissionado em janeiro de 1911. Era armado com uma bateria principal de dez canhões de 305 milímetros em cinco torres de artilharia duplas, tinha um deslocamento de mais de 23 mil toneladas e alcançava uma velocidade máxima de 21 nós. Seu projeto foi baseado na predecessora Classe St Vincent, mas com várias modificações como um novo arranjo das armas principais.
O Neptune teve um início de carreira tranquilo e passou seus primeiros anos na Frota Doméstica. Com o início da Primeira Guerra Mundial em 1914 passou a integrar a Grande Frota, porém pouco fez durante todo o conflito e passou a maior parte de seu tempo realizando patrulhas de rotina e treinamentos no Mar do Norte. Sua única ação ocorreu na virada de maio para junho de 1916 na Batalha da Jutlândia. Foi considerado obsoleto depois do fim da guerra e colocado na reserva em 1919, onde permaneceu até ser descomissionado em março 1921 e desmontado logo em seguida.